# Cá thu Tây Ban Nha Monterey
Cá thu Tây Ban Nha Monterrey (tên khoa học Scomberomorus concolor) là một loài cá thuộc họ Scombridae. Nó là loài đặc hữu của México.